# Antoninus fala

A két fal földrajzi helyzete

Az Antoninus falaként avagy Severus falaként ismert védvonalat, mely Nagy-Britannia legjelentősebb római kori emlékeinek egyike, kb. i. sz. 142-ben kezdték építeni a rómaiak, Quintus Lollius Urbicus helytartósága alatt. Nagyjából 12 évig tartott a befejezése, a 63 km hosszú védművet azonban pár évvel később elhagyták, mivel tarthatatlanná vált. Antoninus Pius (138–161) Dél-Skócia meghódítása után kezdett hozzá a limes áthelyezéséhez. A fal kőből és tőzegből készült és azt a célt szolgálta, hogy védelmet nyújtson a kelta törzsek ellen. Septimius Severus i. sz. 208-ban egy kis időre újra birtokba vette a védműveket. Az Antoninus Pius császársága alatt építtetett fal Hadrianus védvonalát volt hivatott helyettesíteni. Az egykoron négy méter magas falak kisebb erődítményeket kötöttek össze. A limest egy jól kiépített árokrendszerrel egészítették ki. A „hátországot” több erőd is biztosította. Az ismertebb Hadrianus falát, melyet ugyancsak a kelták ellen 122–127 között építettek, az UNESCO még 1987-ben a világörökség részének nyilvánított. 2008 óta Antoninus fala is az UNESCO védelmét élvezi.